# MySQL AB

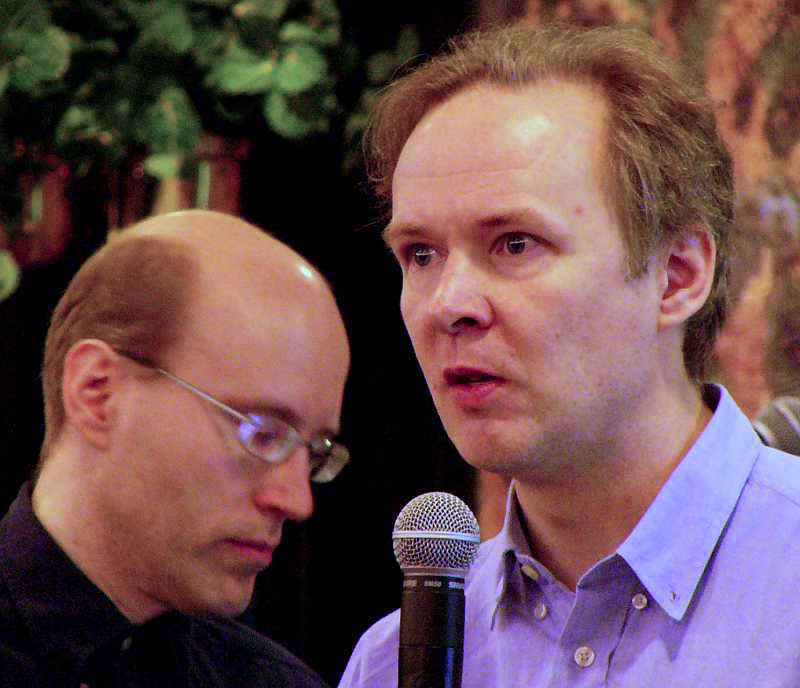
David Axmark (links) und Michael „Monty“ Widenius, Gründer von MySQL AB, auf einer Konferenz

MySQL AB ist ein schwedisches Software-Unternehmen. Es wurde im Februar 2008 durch Sun Microsystems übernommen. Es stellte Produkte und Dienstleistungen im Bereich Datenbanksysteme zur Verfügung. Es war insbesondere für das Datenbankmanagementsystem MySQL bekannt. Das System wird, inzwischen durch die Oracle Corporation, sowohl als freie Software (unter der GPL), als auch unter einer kommerziellen Lizenz angeboten. Die GPL-Version beinhaltet – wie üblich – keinerlei Garantie oder Support, während die kommerzielle Version mit umfassenden Garantieleistungen ausgestattet ist.

## Geschichte
Die Datenbank-Engine MySQL wurde 1994 von dem Finnen Michael „Monty“ Widenius als Weiterentwicklung einer selbstentwickelten ISAM-Engine zum Eigengebrauch für die schwedische Unternehmensberatung TcX AB, die er zusammen mit seinen schwedischen Kommilitonen David Axmark und Alan Larsson nach ihrem Studium an der technischen Universität Helsinki gegründet hatte, geschaffen.
Auf Drängen von Axmark, der Ende der 1980er Jahre Richard Stallman kennengelernt hatte und von dessen Ideen und Konzepten sehr beeindruckt war, wurde MySQL von Anfang an als FOSS-Lösung entwickelt. MySQL ist mit mehr als 6 Millionen Installationen und über 35.000 Downloads pro Tag das populärste Open-Source-Datenbankverwaltungssystem der Welt.
Durch die drei Gründer wurde das Unternehmen MySQL AB (Aktiebolag) gegründet, um mit Hilfe von Risikokapital den Anforderungen des Marktes besser begegnen zu können. Widenius und Axmark wechselten anschließend von der TcX AB zur MySQL AB.
Von Anfang an hatten die beiden die Absicht, mit diesem Projekt auch Geld zu verdienen. Das Konzept „Dual License“ wird von MySQL AB sehr offensiv vertreten und gilt als Modell für andere Open-Source-Projekte wie beispielsweise Berkeley DB. Die Entwickler von MySQL AB wurden wie ganz normale Angestellte geführt. Das Produkt MySQL ist also kein Werk von Freiwilligen, sondern von angestellten Programmierern. Die Mitarbeiter waren über die ganze Welt verstreut und kommunizieren per E-Mail, IRC und Telefon und zuweilen auch persönlich auf Unternehmenstreffen oder Konferenzen. MySQL AB war in diesem Sinne ein virtuelles Unternehmen, es unterhielt allerdings auch mehrere Standorte weltweit (z. B. Uppsala in Schweden, Cupertino in den USA oder München in Deutschland), an denen die Mitarbeiter – wie in anderen Unternehmen üblich – beschäftigt sind. Seit März 2007 allerdings gibt es das MySQL Quality Contribution Program, das die Einpflege von externen Korrekturen und Features aktiv fördert.
Im Mai 2003 übernahm MySQL die Datenbankaktivitäten von SAP. Die Datenbank SAP DB wurde in MaxDB umbenannt und wurde als zweites Produkt von MySQL AB angeboten. MaxDB ist SAP/R3-zertifiziert. Die Kooperation mit SAP wurde im Oktober 2007 wieder beendet, die Datenbank ab Release 7.7 umbenannt in SAP MaxDB.
Im Oktober 2003 kündigte MySQL AB die Übernahme des Unternehmens Alzato an, ein im Jahr 2000 gegründeter Ableger des schwedischen Telekommunikationskonzerns Ericsson. Mit ihr übernahm MySQL AB die Entwicklermannschaft und die Rechte an deren Produkt NDB Cluster, das MySQL AB im Folgenden in den MySQL Server als MySQL Cluster integriert hatte.
Am 7. Oktober 2005 verkündete das Unternehmen Oracle den Kauf von Innobase Oy, dem Unternehmen, welches die MySQL Storage-Engine InnoDB entwickelte. In einer Presseerklärung zur Übernahme von Innobase ließ Oracle verlauten, dass die Verträge zwischen Innobase Oy und MySQL AB im Jahr 2006 auslaufen und neu verhandelt werden müssten, was bei vielen Anwendern für Verunsicherung sorgte. Der Kauf wurde mit einem verstärkten Engagement im Open-Source-Bereich begründet.
Im April 2006 verkündete MySQL AB in einer Presse-Erklärung, dass Innobase Oy und MySQL sich auf eine mehrjährige Verlängerung der bestehenden Verträge geeinigt haben. In der gleichen Mitteilung gab MySQL AB ebenfalls die Entwicklung einer eigenen transaktionalen Storage-Engine mit dem Codenamen „Falcon“ bekannt. Diese wird unter der Federführung von Jim Starkey entwickelt, dessen Unternehmen Netfrastructure dafür im Februar 2006 von MySQL AB übernommen wurde. Starkey ist in der Datenbankszene u. a. durch die Entwicklung der Datenbank InterBase sowie seiner Teilnahme am Open-Source-Datenbankprojekt Firebird bekannt. Falcon basiert jedoch nicht auf der Codebasis von Firebird.
Am 16. Januar 2008 hat MySQL AB bekanntgegeben, dass es einem Übernahmeangebot des Unternehmens Sun Microsystems zugestimmt hat. Das Angebot hat eine Milliarde US-Dollar betragen. Die Übernahme wurde im Februar 2008 abgeschlossen.